# Enyaliopsis parduspes
Enyaliopsis parduspes is een rechtvleugelig insect uit de familie sabelsprinkhanen (Tettigoniidae). De wetenschappelijke naam van deze soort is voor het eerst geldig gepubliceerd in 1991 door Glenn.